# Гнатовка (Покровский район)
Гнатовка (укр. Гнатівка) — село на Украине, находится в Покровском районе Донецкой области.
Код КОАТУУ — 1422782802. Население по переписи 2001 года составляет 146 человек. Почтовый индекс — 85363. Телефонный код — 623.